# Doppelgänger. Sobowtór
Doppelgänger. Sobowtór – polski film szpiegowski z 2023 roku w reżyserii Jana Holoubka. Premiera filmu miała miejsce 29 września 2023.
Film inspirowany jest autentycznymi działaniami Jerzego Kaczmarka, tzw. wtórnika, czyli szpiega, który skradł tożsamość innej osoby i pod fałszywymi danymi i życiorysem przeniknął do struktur innego państwa.
Zdjęcia plenerowe kręcono w następujących lokacjach: Warszawa, Wrocław, Gdynia, Gdańsk, Sopot, Bydgoszcz, Toruń, Półwysep Helski, Ścinawa, Ryga.

## Fabuła
Koniec lat 70. XX w. W domu niemieckiej rodziny mieszkającej w Strasburgu we Francji pojawia się człowiek, który przedstawia się jako Hans Steiner (Jakub Gierszał), zaginiony syn Helgi Steiner (Nathalie Richard) oddany wkrótce po urodzeniu do domu dziecka w Polsce. W rzeczywistości Hans Steiner to polski szpieg Józef Wieczorek, który pod skradzioną tożsamością ma prowadzić działania wywiadowcze na terenie Francji.
Tymczasem prawdziwy Hans Steiner żyje w Gdańsku pod nazwiskiem Jan Bitner (Tomasz Schuchardt). Nie zna on swojej historii i zupełnie nie zdaje sobie sprawy z działań agenta Wieczorka. Po śmierci swojej przybranej matki odkrywa jednak, że został adoptowany. Kiedy Bitner zaczyna poszukiwania swojej prawdziwej rodziny, pojawiają się niespodziewane przeszkody i zainteresowanie bezpieki.

## Obsada
- Jakub Gierszał jako Józef Wieczorek vel Hans Steiner
- Tomasz Schuchardt jako Jan Bitner
- Emily Kusche(inne języki) jako Nina Steiner
- Wiktoria Gorodeckaja jako Olga Bitner, żona Jana
- Joachim Raaf(inne języki) jako Helmut Steiner, ojciec Niny
- Andrzej Seweryn jako Roman Wieczorek, ojciec Józefa
- Katarzyna Herman jako oficer prowadząca
- Jessica McIntyre(inne języki) jako Marie Steiner, matka Niny
- Nathalie Richard(inne języki) jako Helga Steiner, matka Hansa
- Maximilien Seweryn jako dziennikarz Pierre
- Sławomira Łozińska jako Elżbieta Wieczorek, matka Józefa
- Krzysztof Dracz jako pułkownik
- Pierre Azema jako Alfred Marne, kierownik wydziału emigracyjnego

Źródło: Filmpolski.pl

## Nagrody
Podczas 48. Festiwalu Polskich Filmów Fabularnych w Gdyni film zdobył pięć nagród indywidualnych: za reżyserię dla Jana Holoubka, za zdjęcia dla Bartłomieja Kaczmarka, za scenografię dla Marka Warszewskiego, za kostiumy dla Weroniki Orlińskiej oraz za drugoplanową rolę męską dla Tomasza Schuchardta.